# Christopher Marshall
Christopher Marshall (Parijs, 1956) is een Australisch componist en muziekpedagoog, die tegenwoordig (2012) in Orlando leeft.

## Levensloop
Marshall studeerde muziek in Wellington en New South Wales. Zijn studies voltooide hij aan het Trinity College of Music Londen, waar hij zijn Master of Music in compositie en in piano behaalde. Naast zijn muzikale kwalificaties heeft hij een diploma voor de opleiding in Engels als tweede taal.
In 1994 en 1995 was hij docent aan de University of Otago in Dunedin. In 1996 en 1997 deed hij met een steun vanuit het Fulbright-programma en onderzoek en was huiscomponist aan de befaamde Eastman School of Music in Rochester. Vanaf 2006 is hij huiscomponist aan de University of Central Florida (UCF) in Orlando (Florida) en sinds herfst 2009 is hij aldaar verder docent voor compositie en intussen hoofd van deze afdeling.
Als freelance componist werkt hij al rond 15 jaar en schrijft werken voor orkest, harmonieorkest, koor- en kamermuziek. Hij is eigenaar van een bedrijf Vaia’ata Print - desktop publishing company.

## Composities

### Werken voor orkest
- 1996 rev.2005 Eastman Overture - winner van de Auckland Philharmonia Graduate Composer Workshops (1997)
- 1998 rev.2004 Chaconne, voor orkest
- 1999 Hikurangi Sunrise, voor orkest
- 2002 The Song of Gaia, voor kamerorkest
- 2003 Te Rerenga, voor orkest

### Werken voor harmonieorkest
- 2001 Aue!, voor harmonieorkest
- 2003 L'homme armé: Variations, voor harmonieorkest
- 2003 U Trau, voor zesstemmig gemengd koor (SSAATB) en twee blaasorkesten[2]
- 2005 Okaoka, voor harmonieorkest - première: 14 juli 2005 door het Senzoku Gakuen Wind Orchestra (Japan) tijdens de 12e Conferentie van de World Association for Symphonic Bands and Ensembles (WASBE) in Singapore
- 2005 Resonance, voor harmonieorkest
- 2007 Renascence, concert voor piano en harmonieorkest
- 2007 Rondorlando, ouverture
- 2008 Dare to Hope, voor harmonieorkest
- 2009 An Emily Dickinson Suite, voor harmonieorkest
- 2010 Light, voor harmonieorkest
- 2010 Pastorale, voor sopraan, mannenkoor en harmonieorkest
- 2011 Heat Shimmer, voor harmonieorkest

### Missen en kerkmuziek
- 1991 The Desert Shall Blossom, voor gemengd koor - tekst: Jesaja 35: 1,2,5,6,10
- 1993 With Love at Christmas, , voor gemengd koor - tekst: Jocelyn Marshall
- 1994 The Water of Life, voor gemengd koor en orgel - tekst: Deuteronomium, Jesaja, Evangelie volgens Johannes, Openbaring
- 1995 Kyrie Eleison (for the end of the century), voor sopraan solo, gemengd koor, orgel, piano en slagwerk - tekst: Bijbel
- 1995 New Zealand Advent Triptych, voor sopraan, bas en gemengd koor - tekst: Shirley Murray
  1. "This year, this year..." ('Bless This Child')
  2. "Blessed is the one..."
  3. "The light begins to shine..."
- 1998 God of Ages, voor gemengd koor en orgel - tekst: Jocelyn Marshall
- 1998 I lift up my eyes, voor dubbelkoor - tekst: Psalm 121
- 1999 Consider the Lilies, voor gemengd koor - tekst: Evangelie volgens Matteüs 6: 28-29
- 2001 Levavi Oculos Meos, voor dubbelkoor - tekst: Psalm 121
- 2004 Dona Nobis Pacem, voor zesstemmig gemengd koor (SSATBB)
- 2004 O Fragile Human, zangcyclus voor gemengd koor - tekst: Johannes van het Kruis, Janet Frame, Hildegard van Bingen, Jocelyn Marshall en Ronald Allison Kells Mason
  1. And I Saw The River (SAATB)
  2. As I Walked Along The Street (SATB)
  3. A Voice From Heaven (SATB)
  4. Reflection On Palm Sunday (SSATB en mezzosopraan)
  5. The Spark's Farewell To Its Clay (SATB)
- God our father, mother, lover, voor gemengd koor en piano - tekst: Jocelyn Marshall
- I'm Spending Hanukkah in Santa Monica, voor mannenkoor - tekst: Tom Lehrer

### Muziektheater

#### Opera's
| Voltooid in | titel         | aktes   | première | libretto              |
| ----------- | ------------- | ------- | -------- | --------------------- |
| 1995        | Blood Wedding | 3 aktes |          | Federico Garcia Lorca |

### Vocale muziek

#### Cantates
- 1992 rev.1998 Real Gods, cantate voor gemengd koor in 2 delen - tekst: Anoniem en Evangelie volgens Matteüs
  1. Real Gods don't send sons here
  2. Consider the lilies

#### Werken voor koor
- 1989 rev.1997 To the Horizon: Images of New Zealand, zangcyclus voor gemengd koor 
  1. Horizon I (Sea and Sky) - tekst: Ian Wedde
  2. Walking on My Feet - tekst: Arthur Rex Dugard Fairburn
  3. Home Thoughts - tekst: Denis Glover
  4. Not by Wind Ravaged - tekst: Hone Tuwhare
  5. Wild Honey - tekst: Alistair Campbell
  6. The Magpies - tekst: Denis Glover
  7. To a Friend - tekst: Arthur Rex Dugard Fairburn
  8. Song at Summer's End - tekst: Arthur Rex Dugard Fairburn
  9. Elegy in a City Railyard - tekst: Michael Kennedy Joseph
  10. On the Swag - tekst: Ronald Allison Kells Mason
  11. To L.H.B. - tekst: Katherine Mansfield
  12. Horizon II (Sea and Sky II) - tekst: Ian Wedde
- 1990 rev.2000 Earth Song, voor vrouwen- of kinderkoor, 3 sopraanblokfluiten, dwarsfluiten, tamboerijnen
- 1992 Minoi, Minoi, voor gemengd koor[3]
- 1993 A Summer Carol, voor gemengd koor a capella - tekst: Jocelyn Marshall
- 1993 rev.1997 Faleula E!, voor zesstemmig gemengd koor (SSATBB) - tekst: van de Samoaanse hymne "Le Malo E Ola Ai" (Het levende koninkrijk)
- 1993 rev.1997 Pusi Nofo, Samoaans folksong voor gemengd koor (of vierstemmig vrouwen- of mannenkoor)
- 1993 Holy day, holiday, voor gemengd koor - tekst: Jocelyn Marshall
- 1993 The Last Ones, voor gemengd koor - tekst: Robin Hyde
- 1994 I Hold Your Hand in Mine, voor gemengd koor - tekst: Tom Lehrer
- 1995 Jewel Carol, voor gemengd koor - tekst: Jocelyn Marshall
- 1996 La'u Lupe, Samoaans folksong voor vierstemmig vrouwenkoor (SSAA) (of gemengd koor)
- 1996 Moemoe Pepe, Samoaans wiegelied voor gemengd koor
- 1996 Okaoka L'au Honey, Samoaans folksong voor gemengd koor
- 1996 Sau La'u Teine Samoa, Samoaans folksong voor gemengd koor
- 1997 Pastoral, voor sopraan solo, mannenkoor, dwarsfluit, hobo, althobo, klarinet, basklarinet, fagot en vibrafoon
- 1998 Excelsior, voor dubbelkoor, klarinet, basklarinet, harp, viool, cello, contrabas - tekst: Joan Maragall
- 1998 Nobody, voor zesstemmig gemengd koor (SSATBB) - tekst: Robert Graves
- 1999 Tangi, voor mezzosopraan solo en gemengd koor - tekst: Te Heuheu Tukino
- 1999 Tihei, Mauri Ora!, zangcyclus voor mannenkoor en klarinet - tekst: Maori gedichten
  1. He Karakia
  2. He Oriori
  3. He Peruperu
  4. He Waiata Tangi
  5. He Himene
  6. He Karakia
- 2002 Canco del Mar, voor dubbelkoor, klarinet, basklarinet, harp, viool, cello en contrabas - tekst: Joan Maragall "Excelsior" en "Himne Iberic"
- 2004 Earthsong, voor gemengd koor, kinderkoor (SA) en orkest - tekst: Jocelyn Marshall "A Certain Stillness"
- 2007 To Hear an Oriole Sing, voor driestemmig gemengd koor (SABar) - tekst: Emily Dickinson
  1. To Hear an Oriole Sing
  2. I'm Nobody
  3. Hop
- 2008 High Flight, voor gemengd koor en altsaxofoon - tekst: John Gillespie Magee
- 2009 Alas For Those Who Never Sing, voor mannenkoor (TTBB) - tekst: Oliver Wendell Holmes
- 2009 Golden Carol, voor gemengd koor - tekst: Jocelyn Marshall
- 2010 This Big Moroccan Sea, voor tenor solo en dubbelkoor - tekst: Diao Souncar Dieme
- 2011 Lotā Nu'u, voor dubbelkoor (SSATB) - tekst: in Samoaanse taal
  1. Ua Oso Le Lā
  2. O Muāgagana Ma Alagāupu
  3. Fa'asāsā
  4. Le Mālō E Ola Ai
- Epitaph, voor mannenkoor

#### Liederen
- 1987 Fleeting Visions, voor sopraan en strijkkwartet - tekst: Ruth Dallas
  1. Boat Moored to a Willow
  2. Tree on the Cliffs
  3. On the Plains
- 1989 Sea and Sky, voor bas en piano
- 1994 Destinations, voor bas, klarinet en piano - tekst: Robert Louis Stevenson
  1. Landfall
  2. Epitaph
- 1994 Flights of Fancy, voor sopraan en piano - tekst: Ruth Dallas, Jocelyn Marshall, Robin Hyde, Janet Frame en Katherine Mansfield
  1. To L.H.B. (1894-1915)
  2. Haiku
  3. Suddenly September
  4. As I walked along
  5. Winged Memory
  6. A Fly
  7. Clear Sky
  8. The Last Ones
- 1994 La Rose, voor sopraan, bariton en gemengd koor - tekst: Pierre de Ronsard
- 1997 Spring and Fall, voor zangstem solo - tekst: Gerard Manley Hopkins
- 1997 Suddenly September, voor sopraan en piano - tekst: Jocelyn Marshall
- 1998 Clear sky, voor sopraan en piano - tekst: Ruth Dallas
- 1998 O what is that sound?, voor tenor, piccolo en kleine trom - tekst: W.H. Auden
- 1998 Time Out, voor tenor, altviool en piano
- 2004 Spring and Fall, voor zangstem en gitaar - tekst: Gerard Manley Hopkins
- 2004 Wings, voor mezzosopraan, bariton en piano - tekst: geadapteerd van de woorden van Abdul Baha
- 2007 My Florida Home, voor tenor solo, gemengd koor en keyboard - tekst: van de componist

### Kamermuziek
- 1985 Schumannesque, voor cellokoor
- 1986 Duo Sonata, voor cello slagwerk
- 1987 Intermezzo, voor blaaskwintet
- 1987 Promenade, voor tuba en piano
- 1994 Coruscation, voor 3 altviolen
- 1995 Homage, voor viool en piano
- 1995 rev.2003 Three Aspects of Spring, voor viool, klarinet in A en piano - won de Philip Neill Memorial Prize (1995)
  1. October Idyll
  2. Bushwalk
  3. Synergy
- 1997 Synergy, voor twee dwarsfluiten en piano
- 1998 Miniatures, voor cello en piano
- 2008 Orlando Lakes, voor eufonium en tuba
- 2009 Alafaya Suite, voor fluitkoor (piccolo, 7 dwarsfluiten, 2 altfluiten, basfluit, contrabasfluit) en saxofoonkwartet[4]
- 2009 Raptures, voor blazersoctet  (2 hobo's, 2 klarinetten, 2 hoorns en 2 fagotten)
- 2011 Forténovem, voor 10 trompetten

### Werken voor orgel
- 2002 Ataata
- 2002 Second Thoughts

### Werken voor piano
- 1986 Prelude and Fugue
- 1987 Scherzo
- 1995 Souvenir